# سوزوکی فرانتی
سوزوکی فرونتی (Suzuki Fronte) خودرویی است که در سال‌های ۱۹۷۶–۱۹۷۹ تولید شده‌است.
طراحی آن خودروهای موتور عقب-محور عقب بوده است. سیستم جعبه‌دندهٔ آن ۴ دنده به صورت دستی است.